# Trichocera japonica
Trichocera japonica är en tvåvingeart som beskrevs av Matsumura 1915. Trichocera japonica ingår i släktet Trichocera och familjen vintermyggor. Inga underarter finns listade i Catalogue of Life.